# Lada Largus
Der Lada Largus ist ein seit 2012 gebauter Kombi der Marke Lada. Er trägt die werksinterne Bezeichnung KSO für die fünfsitzigen, RSO für die siebensitzigen und FSO für die Transporterversionen. Das Fahrzeug ist nahezu baugleich mit der ersten Generation des zwischen 2006 und 2013 gebauten Dacia Logan MCV. In Deutschland wird das Fahrzeug nicht verkauft.
Der Largus wird mit bis zu sieben Sitzplätzen verkauft, auch eine Cross-Variante. Weiterhin werden auf Basis des Largus verschiedene Spezialaufbauten von AwtoWAS angeboten. Zu diesen zählen z. B. Versionen mit vergrößerter Karosserie hinter den Vordersitzen für die Nutzung als Taxi mit Rollstuhlplatz, Krankenwagen mit Trage oder fensterlos als Kühlfahrzeug. Alle Umbauten werden von drei verschiedenen unabhängigen Unternehmen für AwtoWAS vorgenommen.
Ende 2022 wurde ein batterieelektrisch angetriebener Prototyp des Largus mit einem 60-kWh-Akku gebaut. Die Serienproduktion eines elektrischen Largus startete im September 2024. Die elektrische Reichweite wird mit bis zu 420 km angegeben.

## Technische Daten
|                                             | 1.6 8V                                   | 1.6 8V                                   | 1.6 8V                                   | 1.6 16V                                  | 1.6 16V                                  | e-Largus         |
| Bauzeitraum                                 | 2012–2016                                | 2016–2021                                | seit 2021                                | 2012–2017                                | seit 2017                                | seit 2024        |
| Motorbezeichnung                            | Renault K7M                              | VAZ-11189                                |                                          | Renault K4M                              | VAZ-21129                                |                  |
| Motortyp                                    | Vierzylinder-Viertakt-Ottomotor in Reihe | Vierzylinder-Viertakt-Ottomotor in Reihe | Vierzylinder-Viertakt-Ottomotor in Reihe | Vierzylinder-Viertakt-Ottomotor in Reihe | Vierzylinder-Viertakt-Ottomotor in Reihe | Elektromotor     |
| Hubraum                                     | 1598 cm³                                 | 1596 cm³                                 | 1596 cm³                                 | 1598 cm³                                 | 1596 cm³                                 | —                |
| max. Leistung bei min−1                     | 62 kW (84 PS) / 5500                     | 64 kW (87 PS) / 5100                     | 66 kW (90 PS) / 5000                     | 75 kW (102 PS) / 5750                    | 78 kW (106 PS) / 5800                    | 120 kW (163 PS)  |
| max. Drehmoment bei min−1                   | 124 Nm / 3000                            | 140 Nm / 3800                            | 143 Nm / 3800                            | 145 Nm / 3750                            | 148 Nm / 4200                            |                  |
| Antrieb                                     | Vorderradantrieb                         | Vorderradantrieb                         | Vorderradantrieb                         | Vorderradantrieb                         | Vorderradantrieb                         | Vorderradantrieb |
| Getriebe, serienmäßig                       | 5-Gang-Schaltgetriebe                    | 5-Gang-Schaltgetriebe                    | 5-Gang-Schaltgetriebe                    | 5-Gang-Schaltgetriebe                    | 5-Gang-Schaltgetriebe                    |                  |
| Höchstgeschwindigkeit                       | 155 km/h                                 | 158 km/h                                 | 160 km/h                                 | 165 km/h                                 | 170 km/h                                 | 145 km/h         |
| Beschleunigung, 0–100 km/h                  | 14,5–15,9 s                              | 14,4 s                                   | 14,0 s                                   | 13,5 s                                   | 13,4–13,5 s                              | 9,5 s            |
| Kraftstoffverbrauch auf 100 km (kombiniert) | 9,3–9,5 l Super                          | 8,2 l Super                              | 7,5 l Super                              | 7,9 l Super                              | 7,7–7,8 l Super                          | —                |

Angaben zu Beschleunigung und Verbrauch sind abhängig von Ausstattung und Fahrzeugvariante.
Alle Angaben entstammen den Betriebsanleitungen von LADA unter Zuhilfenahme des Verkaufsprospekts Juni 2018.